# 神奇男孩III：龙之陷阱
《神奇男孩III：龙之陷阱》是一款由Westone制作、世嘉发行的动作冒险类游戏。本游戏最初于1989年在北美地区世嘉Master System上发行。游戏曾计划在日本地区发行，后取消。游戏后移植至其他平台，如PCE和Game Gear等。
《神奇男孩III 龙之陷阱》的故事紧接着发生在《神奇男孩在怪物土地》之后。神奇男孩进入Mecha龙的巢穴，准备屠杀他。
《电子游戏月刊》在1989年9月上刊登了《神奇男孩III 龙之陷阱》。两个月之后，本游戏被评为1989年世嘉Master System年度游戏。